# Narta
Narta (albanska: Nartë med böjningsformen Narta) är en by i norra Vlora i södra Albanien. På ön Zvërneci strax utanför byn Narta ligger ett kloster från 1300-talet. På norra delen av byn finns en lagun. Byns invånare anses härstamma från de gamla grekerna och deras modersmål tros vara en kvarlåtenskap från det klassiska grekiska språket.